# Antonius Corvinus
Antonius Corvinus zwany Rabe (ur. 27 lutego 1501 w Warburgu, zm. 5 kwietnia 1553 w Hanowerze) – niemiecki duchowny luterański i działacz reformacyjny.

## Życiorys
Antonius Corvinus zdobył wykształcenie w klasztorach cysterskich Riddagshausen w Brunszwiku i Loccum w Hanowerze, na Uniwersytecie w Lipsku i prawdopodobnie także na Uniwersytecie w Wittenberdze. Wcześnie dołączył do reformacji. W 1526 roku przebywał w Marburgu, w 1528 roku udał się do Goslar by wprowadzić tam reformację i działał z sukcesami aż do 1531 roku, kiedy prześladowania zmusiły go do udania się do Witzenhausen w Hesji. Tam uzyskał duże znaczenie i został przyjacielem landgrafa. Głosił kazania w Hanowerze, Getyndze, Minden i Pattesen. Był jednym z sygnatariuszy Artykułów Szmalkaldzkich. W 1546 roku książę Getyngi i Calenbergu przeszedł na katolicyzm i 2 listopada 1548 roku Corvinus został uwięziony w Calenbergu za swój sprzeciw wobec Interim augsburskiego. Pozostał w nim do 21 października 1552 roku.